# Nokia N93
Nokia N93 är en mobiltelefon tillverkad av det finska företaget Nokia. Telefonen har ett inbyggt grafikkort kallat PowerVR MBX utvecklad av Imagination Technologies. Telefonen har en skärm med upplösningen 320*240 pixlar. Kameran är på 3,2 Megapixel och innehåller även 3x optisk zoom, vilket är smått unikt. Den kan spela in video med upplösningen 640*480 pixlar med 30 bildrutor/sek, vilket gör att den i praktiken nästan kan ersätta en videokamera. Enheten bygger på Nokias gränssnitt Series 60 3rd med symbian 9.1 som grund. Det ger stor möjlighet att i efterhans installera avancerade och multitaska likt en dator. Bland övriga funktioner kan nämnas WLAN, FM-radio, bluetooth samt TV-utgång. Telefonen hanterar frekvensbanden GSM 900/1800/1900 med stöd för EDGE samt WCDMA 2100 d.v.s. 3G.   
överföringshastigheten ligger på 3,6 mbits/sekund. n93 har en inbyggd antenn
Mobiltelefonen ersattes av Nokia N93i. 